# Guderne går Amok
Guderne går Amok (originaltitel The Gods Must Be Crazy) er en sydafrikansk komediefilm fra 1980, skrevet og instrueret af Jamie Uys. Den finder sted i Botswana og fortæller historien om Xi (udtalt 'Gee' med hårdt 'G'), en buskmand fra Kalahari-ørkenen (spillet af den namibianske landmand Nǃxau) hvis stamme ingen kontakt eller viden har om verdenen udenfor. Filmen er fulgt af fire efterfølgere.